# Transformada binomial
En matemáticas, en el campo de la combinatoria, la transformada binomial es una transformación de sucesiones, o sea, una transformación de una sucesión, que se obtiene calculando sus diferencias anteriores. Está relacionada con la transformada de Euler, que es el resultado de aplicar la transformada binomial a la sucesión asociada con la función generadora ordinaria. A veces se suele utilizar un caso especial de transformada de Euler para acelerar la sumación de series alternadas (véase aceleración de series). Otro caso especial se aplica a la serie hipergeométrica.

## Definición
La transformada binomial, T, de una sucesión, {\displaystyle \{a_{n}\}}, es la sucesión {\displaystyle \{s_{n}\}} definida como 
{\displaystyle s_{n}=\sum _{k=0}^{n}(-1)^{k}{n \choose k}a_{k}}
Formalmente, la transformación se escribe como {\displaystyle (Ta)_{n}=s_{n}} , donde T es un operador de dimensión infinita con una matriz de elementos {\displaystyle T_{nk}}:
{\displaystyle s_{n}=(Ta)_{n}=\sum _{k=0}^{\infty }T_{nk}a_{k}}
La transformada es una involución, o sea,
{\displaystyle TT=1\,}
o, en notación indexada,
{\displaystyle \sum _{k=0}^{\infty }T_{nk}T_{km}=\delta _{nm}}
siendo δ la función delta de Kronecker. Se puede recuperar la serie original con
{\displaystyle a_{n}=\sum _{k=0}^{n}(-1)^{k}{n \choose k}s_{k}}
La transformada binomial de una sucesión es la n-ésima diferencia anterior de la sucesión, igual a 
{\displaystyle s_{0}=a_{0}}
{\displaystyle s_{1}=-(\triangle a)_{0}=-a_{1}+a_{0}}
{\displaystyle s_{2}=(\triangle ^{2}a)_{0}=-(-a_{2}+a_{1})+(-a_{1}+a_{0})=a_{2}-2a_{1}+a_{0}}
. . .
{\displaystyle s_{n}=(-1)^{n}(\triangle ^{n}a)_{0}}
donde Δ es el operador de diferencia anterior.
Algunos autores definen a la transformada binomial con un signo adicional, de manera que no sea inversa consigo misma:
{\displaystyle t_{n}=\sum _{k=0}^{n}(-1)^{n-k}{n \choose k}a_{k}}
cuya inversa es 
{\displaystyle a_{n}=\sum _{k=0}^{n}{n \choose k}t_{k}}

## Estados desplazados
La transformada binomial es el operador de desplazamiento para los números de Bell. O sea,
{\displaystyle B_{n+1}=\sum _{k=0}^{n}{n \choose k}B_{k}}
donde {\displaystyle B_{n}} son los números de Bell.

## Función de generación ordinaria
La transformada conecta las funciones generadoras asociadas con las series. Para el caso de la función generadora ordinaria, sea 
{\displaystyle f(x)=\sum _{n=0}^{\infty }a_{n}x^{n}}
y 
{\displaystyle g(x)=\sum _{n=0}^{\infty }s_{n}x^{n}}
entonces 
{\displaystyle g(x)=(Tf)(x)={\frac {1}{1-x}}f\left({\frac {-x}{1-x}}\right)}

## Transformada de Euler
La relación entre las funciones de generación ordinarias es a veces llamada la transformada de Euler. Existen dos tipos. En una de sus formas, es utilizada para acelerar la convergencia de una serie alternada. Es decir una que posee la siguiente identidad
{\displaystyle \sum _{n=0}^{\infty }(-1)^{n}a_{n}=\sum _{n=0}^{\infty }(-1)^{n}{\frac {\Delta ^{n}a_{0}}{2^{n+1}}}}
que se obtiene sustituyendo x=1/2 en la expresión previa. Por lo general los términos del lado derecho de la igualdad, se reducen en forma mucho más rápida, permitiendo de esta manera una sumación numérica rápida.
También es frecuente la aplicación de la transformada de Euler a la serie hipergeométrica {\displaystyle \,_{2}F_{1}}. En este caso, la transformada de Euler toma la siguiente forma: 
{\displaystyle \,_{2}F_{1}(a,b;c;z)=(1-z)^{-b}\,_{2}F_{1}\left(c-a,b;c;{\frac {z}{z-1}}\right)}
La transformada binomial, y su variación la transformada de Euler, se destacan por su conexión con la representación de un número mediante fracción continua. Sea {\displaystyle 0<x<1} tal que su representación en fracción continua es 
{\displaystyle x=[0;a_{1},a_{2},a_{3},\cdots ]}
entonces
{\displaystyle {\frac {x}{1-x}}=[0;a_{1}-1,a_{2},a_{3},\cdots ]}
y
{\displaystyle {\frac {x}{1+x}}=[0;a_{1}+1,a_{2},a_{3},\cdots ]}

## Función de generación exponencial
Considerando la función generadora exponencial, sea
{\displaystyle {\overline {f}}(x)=\sum _{n=0}^{\infty }a_{n}{\frac {x^{n}}{n!}}}
y 
{\displaystyle {\overline {g}}(x)=\sum _{n=0}^{\infty }s_{n}{\frac {x^{n}}{n!}}}
entonces
{\displaystyle {\overline {g}}(x)=(T{\overline {f}})(x)=e^{x}{\overline {f}}(-x)}
La transformada de Borel convierte a una función generadora ordinaria en la función generadora exponencial.

## Representación integral
Cuando se puede interpolar la sucesión por medio de una función compleja, entonces la transformada binomial de la sucesión puede ser representada por medio de una integral de Nörlund-Rice sobre la función interpolante.

## Generalizaciones
Prodinger dio una transformación relacionada, de tipo modular: sea
{\displaystyle u_{n}=\sum _{k=0}^{n}{n \choose k}a^{k}(-c)^{n-k}b_{k}}
lo cual conduce a 
{\displaystyle U(x)={\frac {1}{cx+1}}B\left({\frac {ax}{cx+1}}\right)}
donde U y B son las funciones generadoras ordinarias asociadas con las series {\displaystyle \{u_{n}\}} y {\displaystyle \{b_{n}\}}, respectivamente.
La transformada k-binomial ascendente se define algunas veces como
{\displaystyle \sum _{j=0}^{n}{n \choose j}j^{k}a_{j}}
La transformada k-binomial descendente es
{\displaystyle \sum _{j=0}^{n}{n \choose j}j^{n-k}a_{j}}.
Ambas son homomorfismos del kernel de la transformada de Hankel de una serie.